# Halápy Ede
Halápy Ede, Halápy Ede Ödön (Pórszombat, 1891. november 22. – Budapest, 1962. február 3.) festőművész. 

## Pályafutása
Szülei Halápy János és Hutter Anna. Az Iparművészeti Főiskolán végezte művészeti tanulmányait, ahol mestere Körösfői-Kriesch Aladár volt, majd ezután Párizsba utazott. Az első világháború idején katonai szolgálatot teljesített, több háborús kitüntetést is elnyert, főhadnagyi rangban szerelt le. 1920-tól állandó kiállítója a Műcsarnoknak, a Nemzeti Szalonnak és a Munkácsy-Céhnek. 1926-ban és 1928-ban állami díjakat nyert el alkotásaival. Számottevő sikere volt képeinek 1928-ban a velencei nemzetközi kiállításon. Párizsi tájképe megtalálható a Szépművészeti Múzeumban, freskói a szolnoki kultúrházban láthatóak. Ő készítette a törökszentmiklósi templom freskóit. Tagja volt az Akvarell- és Pasztell Festők Egyesületének és a Képzőművészek Egyesületének, valamint a Cennini-Társaságnak, utóbbinak 1920-as és 1926-os rendezvénye alkalmával gyűjteményes tárlatot rendezett. Plakátok készítésével is foglalkozott. Felesége Hargitai Margit volt, akivel 1919-ben házasodott Budapesten.